# Parábola da Rede

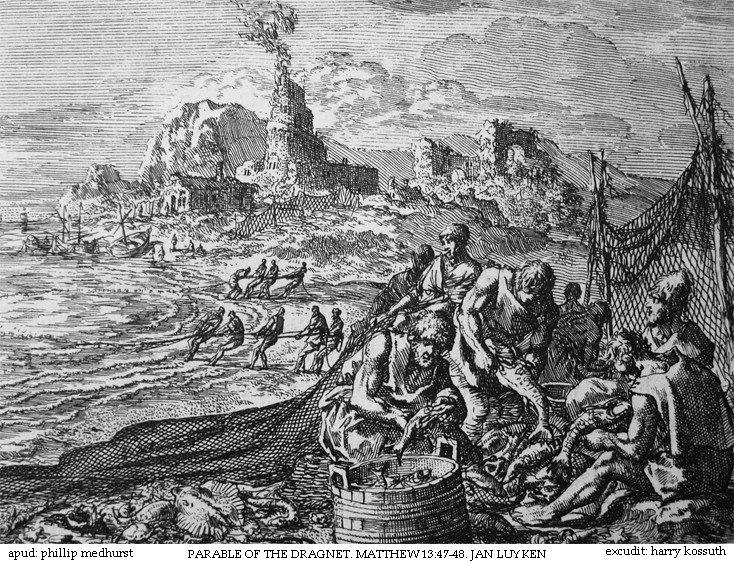
Parábola da Rede.
Gravura de Jan Luyken na Bíblia de Bowyer.

A Parábola da Rede é uma das parábolas de Jesus no Novo Testamento e encontrada em Mateus 13:47–52. Assim como a Parábola do Joio e do Trigo, no início do capítulo, ela se refere ao Juízo Final. Esta é a sétima e a última parábola em Mateus 13, que começa com a Parábola do Semeador.
Uma versão abreviada da parábola também aparece no apócrifo Evangelho Gnóstico de Tomé (verso 8).

## Narrativa bíblica
Em Mateus, a parabola segue:
| “ | «Igualmente o Reino dos Céus é semelhante a uma rede lançada ao mar, e que apanha toda a qualidade de peixes. E, estando cheia, a puxam para a praia; e, assentando-se, apanham para os cestos os bons; os ruins, porém, lançam fora. Assim será na consumação dos séculos: virão os anjos, e separarão os maus de entre os justos, E lançá-los-ão na fornalha de fogo; ali haverá pranto e ranger de dentes. E disse-lhes Jesus: Entendestes todas estas coisas? Disseram-lhe eles: Sim, Senhor. E ele disse-lhes: Por isso, todo o escriba instruído acerca do reino dos céus é semelhante a um pai de família, que tira do seu tesouro coisas novas e velhas.» (Mateus 13:47–52) | ” |

## Evangelho de Tomé
No Evangelho de Tomé:
| “ | 8. Ele disse: O homem se parece com um pescador ajuizado, que lançou sua rede ao mar. Puxou para fora a rede cheia de peixes pequenos. Mas entre os pequenos o pescador sensato encontrou um peixe bom e grande. Sem hesitação, escolheu o peixe grande e devolveu ao mar todos os pequenos. Quem tem ouvidos para ouvir, ouça! | ” |
|   | — Evangelho de Tomé 8. |   |

## Interpretação

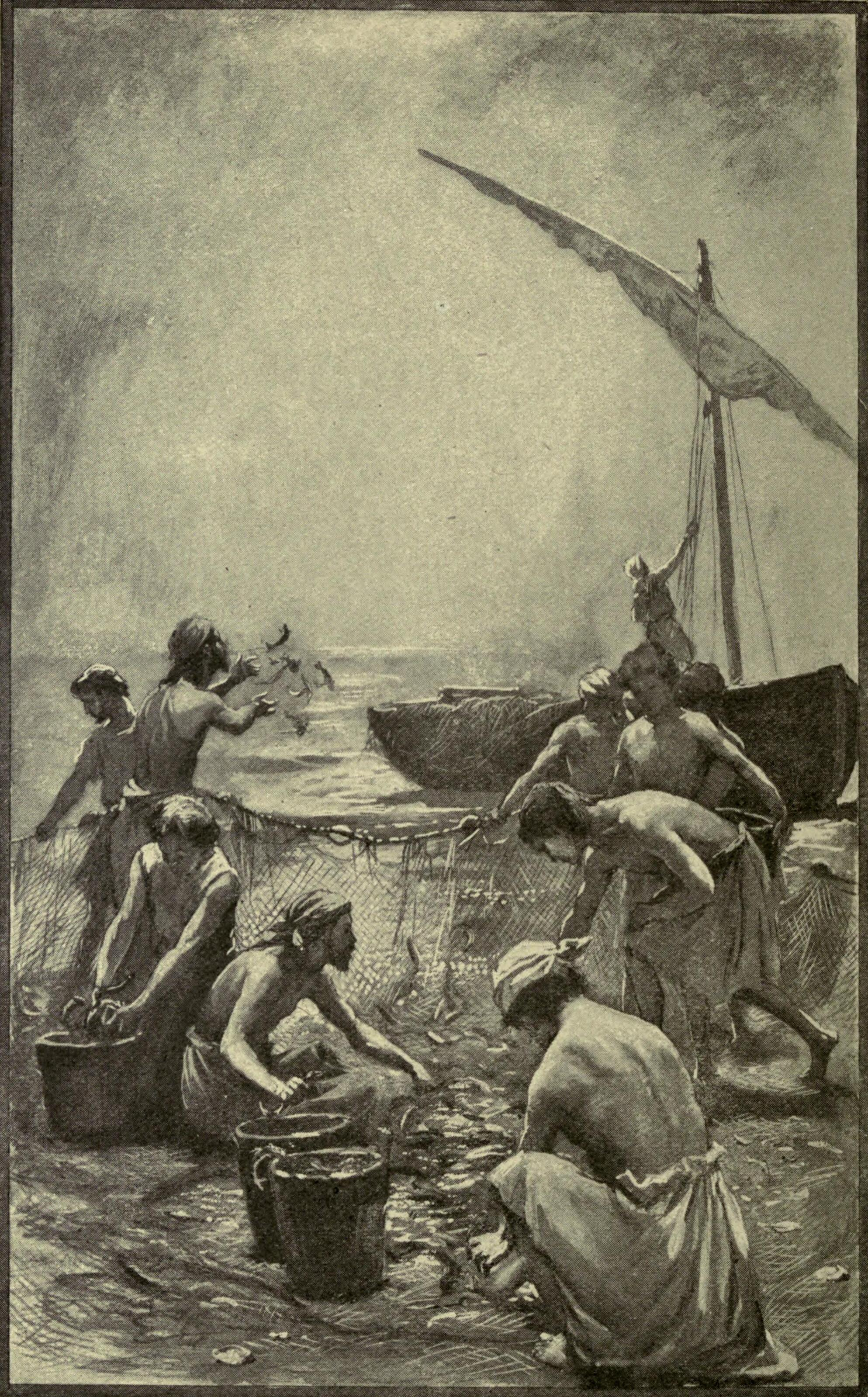
"O Reino dos céus é semelhante a uma rede lançada ao mar e recolhida de toda espécie."

Como na Parábola do Joio e do Trigo, que ocorre antes em Mateus 13, esta parábola se refere ao Juízo Final. Aqui, o quadro se mostra a partir da separação dos peixes comestíveis dos não-comestíveis, capturados provavelmente por uma rede de cerco. A passagem diz que "os anjos virão e separarão os maus dos justos" de maneira similar.
João Crisóstomo a descreveu como um "parábola terrível", observando que:
| “ | E em que isso difere da parábola do joio? Pois lá também um é salvo e o outro perece; mas lá, por ter escolhido doutrinas ímpias; e os antes desta novamente, por não terem dado atenção às Suas palavras, mas estes por maldade da vida; quem são os mais miseráveis de todos, tendo obtido Seu conhecimento e, sendo pegos, mas nem por isso susceptíveis de serem salvos. | ” |
|   | — João Crisóstomo, Homília 47 sobre Mateus. |   |

As observações finais de Jesus indicam que, “os verdadeiros mestres do Reino mostram o tesouro do Reino para que todos possam ver”.